# Laplaceův–Rungeův–Lenzův vektor
Laplaceův-Rungeův-Lenzův vektor, někdy též LRL vektor, je vektor popisující tvar a směr orbity jednoho tělesa kolem jiného. Je konstantním vektorem v případě pohybu v Newtonově potenciálu. Máme-li systém popsaný hamiltoniánem
{\displaystyle H={\frac {p^{2}}{2m}}-{\frac {k}{r}}},
pak je LRL vektor definován jako:
{\displaystyle \mathbf {A} =\mathbf {p} \times \mathbf {L} -mk{\frac {\mathbf {r} }{r}}}
LRL vektor společně s energií a momentem hybnosti představuje integrál pohybu pro pohyb v Newtonově potenciálu.
Velikosti všech těchto integrálů pohybu jednoznačně určují trajektorii. Protože je {\displaystyle \mathbf {A} } vždy kolmý na {\displaystyle \mathbf {L} }, jsou velikosti těchto integrálů určeny 6 nezávislými čísly. Trajektorii stejně tak určuje poloha a hybnost v určitém čase, což je taktéž 6 nezávislých hodnot.

## Důkaz toho, že LRL vektor je integrálem pohybu
Vypočtěme
{\displaystyle {\frac {d\mathbf {A} }{dt}}={\frac {d\mathbf {p} }{dt}}\times L-mk{\frac {d}{dt}}{\frac {\mathbf {r} }{r}}}
Ovšem {\displaystyle {\frac {d\mathbf {p} }{dt}}} odpovídá síle, tedy
{\displaystyle {\frac {d\mathbf {A} }{dt}}=-k{\frac {\mathbf {r} }{r^{3}}}\times \mathbf {L} -mk{\frac {\mathbf {v} }{r}}+mk{\frac {\mathbf {r} v_{r}}{r^{2}}}}
{\displaystyle {\frac {d\mathbf {A} }{dt}}=-k{\frac {\mathbf {r} }{r^{3}}}\times (\mathbf {r} \times \mathbf {p} )-k{\frac {\mathbf {p} }{r}}+mk{\frac {\mathbf {r} (\mathbf {v} \cdot \mathbf {r} )}{r^{3}}}}
{\displaystyle {\frac {d\mathbf {A} }{dt}}=-k{\frac {1}{r^{3}}}(\mathbf {r} (\mathbf {r} \cdot \mathbf {p} )-\mathbf {p} r^{2})-k{\frac {\mathbf {p} }{r}}+k{\frac {\mathbf {r} (\mathbf {p} \cdot \mathbf {r} )}{r^{3}}}}
{\displaystyle {\frac {d\mathbf {A} }{dt}}=0}
Vektor se nemění s časem, proto je integrálem pohybu.

## Rozptyl na Newtonově potenciálu
Uvažujme částici, která přilétá z nekonečna tak, že by bez přítomnosti pole minula rozptylové centrum ve vzdálenosti {\displaystyle a} (impaktní parametr). Jeli pole přítomno, je částice odchýlena. Víme přitom, že velikost a směr LRL vektoru zůstává konstantní, tedy
{\displaystyle \mathbf {p_{1}} \times \mathbf {L} -mk{\frac {\mathbf {r_{1}} }{r_{1}}}=\mathbf {p_{2}} \times \mathbf {L} -mk{\frac {\mathbf {r_{2}} }{r_{2}}}}
Kde levá strana je velikost vektoru daleko před tím, než došlo k interakci, zatímco pravá naopak daleko po ní. Označíme-li
{\displaystyle \mathbf {e} _{1}={\frac {\mathbf {r} _{1}}{r_{1}}}\quad \mathbf {e} _{2}={\frac {\mathbf {r} _{2}}{r_{2}}}},
pak vzhledem k tomu že daleko od místa interakce letí částice v podstatě ve směru jejího polohového vektoru, lze psát:
{\displaystyle -p\mathbf {e} _{1}\times \mathbf {L} -mk\mathbf {e} _{1}=p\mathbf {e} _{2}\times \mathbf {L} -mk\mathbf {e} _{2}}
Kde {\displaystyle p} je velikost hybnosti v nekonečnu. Nebo po úpravě
{\displaystyle p(\mathbf {e} _{1}+\mathbf {e} _{2})\times \mathbf {L} =mk(\mathbf {e} _{2}-\mathbf {e} _{1})}
Tuto vektorovou rovnici umocníme (vektory {\displaystyle \mathbf {e} _{1}} a {\displaystyle \mathbf {e} _{2}} jsou kolmé na {\displaystyle \mathbf {L} }):
{\displaystyle p^{2}L^{2}(2+2\cos \alpha )=m^{2}k^{2}(2-2\cos \alpha )}
Kde {\displaystyle \alpha } je úhel mezi vektorama {\displaystyle e_{1}} a {\displaystyle e_{2}}, Nás ovšem spíše zajímá vychýlení částice, tedy úhel {\displaystyle \phi =\pi -\alpha }. Dostáváme pak:
{\displaystyle p^{2}L^{2}(2-2\cos \phi )=m^{2}k^{2}(2+2\cos \phi )}
Po úpravě:
{\displaystyle \tan {\frac {\phi }{2}}={\sqrt {\frac {1-\cos \phi }{1+\cos \phi }}}={\frac {mk}{pL}}}
Což po dosazení za velikost momentu hybnosti {\displaystyle L=pa} dává vztah
{\displaystyle \tan {\frac {\phi }{2}}={\frac {mk}{ap^{2}}}={\frac {k}{2aE}}}
Známe tedy závislost odchýlení částice na impaktním parametru {\displaystyle a}. Nyní již snadno vypočítáme diferenciální účinný průřez:
{\displaystyle {\frac {d\sigma }{d\Omega }}={\frac {2\pi ada}{2\pi \sin \phi d\phi }}={\frac {a}{\sin a}}|{\frac {da}{d\phi }}|}
Přitom dle odvozeného vztahu pro odchýlení částice platí
{\displaystyle {\frac {da}{d\phi }}={\frac {-k}{4E}}{\frac {1}{\sin ^{2}{\frac {\phi }{2}}}}}
Po dosazení získáváme Rutherfordovu formuli pro rozptyl.
{\displaystyle {\frac {d\sigma }{d\Omega }}={\frac {k^{2}}{16E^{2}}}{\frac {1}{\sin ^{4}{\frac {\phi }{2}}}}}

## Odvození trajektorie pohybu v Newtonově potenciálu
Uvažujme, že při tomto pohybu je v určitém místě hybnost kolmá na průvodič. V tomto bodě má pak průvodič částice stejný směr jako LRL vektor. Protože je LRL vektor konstantní v čase, je zřejmé, že má vždy tento směr.
Dále promítněme LRL vektor do směru průvodiče, tedy:
{\displaystyle A_{r}=\mathbf {A} \cdot {\frac {\mathbf {r} }{r}}={\frac {\mathbf {r} }{r}}\cdot (\mathbf {p} \times \mathbf {L} )-mk{\frac {\mathbf {r} }{r}}\cdot {\frac {\mathbf {r} }{r}}={\frac {1}{r}}\mathbf {L} \cdot (\mathbf {r} \times \mathbf {p} )-mk={\frac {L^{2}}{r}}-mk}
Označme dále úhlovou odchylku průvodiče od směru LRL vektoru jako {\displaystyle \phi }, potom platí také:
{\displaystyle A_{r}=A\cos \phi }
Porovnáním těchto dvou výrazů dostaneme
{\displaystyle r={\frac {L^{2}}{mk+A\cos \phi }}={\frac {\frac {L^{2}}{mk}}{1+{\frac {A}{mk}}\cos \phi }}}.
Což je samozřejmě rovnice kuželosečky v polárních souřadnicích. Velikost LRL vektoru je tedy úměrná numerické excentricitě, speciálně, pokud je {\displaystyle \mathbf {A} =0}, pak je pohyb kruhový.